# Weißenhasel
Weißenhasel ist ein Ortsteil der Gemeinde Nentershausen im Landkreis Hersfeld-Rotenburg in Hessen.
Weißenhasel liegt am Richelsdorfer Gebirge. Es liegt nördlich vom Hauptort. Durch den Ort verläuft die Landesstraße 3249.

## Geschichte
Weißenhasel soll erstmals als „Hasolo“ im Helmarshäuser Zinsregister von 1195 urkundlich erwähnt worden sein. Hasolo bezeichnete Oberhasel, auch Tannenbergisch Hasel genannt, ein Dorf, das zwischen Weißenhasel und Nentershausen lag und im Jahr 1375 überfallen, zerstört und nicht wieder aufgebaut worden ist. Von dem ehemaligen Ort hat sich nur die Oberhaseler Mühle, ein heutiges Bauerngehöft erhalten. Weißenhasel hatte im Laufe der Zeit verschiedene Schreibweisen, wie „Inferiori Hasila“ (1317) in Urkunden und Regesten des Klosters Cornberg, „Haßela“ (1506), „Hassell“ (1585) und „Wissenhassel“ in der Landesaufnahme der Landgrafschaft Hessen-Kassel von Schleenstein (1708/10).
Im Zuge der hessischen Gebietsreform fusionierten die bis dahin selbständigen Gemeinden Bauhaus, Dens, Mönchhosbach, Nentershausen, Süß und Weißenhasel zum 31. Dezember 1971 zur neuen Großgemeinde Nentershausen. Für Weißenhasel wurde ein Ortsbezirk mit Ortsbeirat und Ortsvorsteher nach der Hessischen Gemeindeordnung gebildet. Er umfasst das Gebiet der ehemaligen Gemeinde Weißenhasel.

## Politik
Der Ortsbeirat besteht aus fünf Mitgliedern. Nach den Kommunalwahlen in Hessen 2021 gehören ihm sieben fraktionslose Mitgliedern an. Ortsvorsteherin ist Anna-Lena Noll.

## Sonstiges
Im Ort gibt es ein Dorfgemeinschaftshaus und einen Friedhof.
Für die unter Denkmalschutz stehenden Kulturdenkmale des Ortes siehe die Liste der Kulturdenkmäler in Weißenhasel.